# Venturijeva cijev
Venturijeva cijev (po talijanskom fizičaru Giovanniju Battisti Venturiju; 1746. – 1822.) je uređaj ili mjerni instrument za mjerenje brzine strujanja fluida (tekućina ili plin). Prema Bernoullijevoj jednadžbi, ukupni tlak u fluidu u gibanju to je manji što je brzina strujanja veća. Obrnuto, iz poznavanja razlike tlaka u mirnom fluidu i fluidu koji struji može se izračunati brzina strujanja, odnosno brzina tijela koji je to strujanje izazvao. Na tom se načelu temelji Venturijeva cijev. U širem dijelu posude fluid struji sporije nego u uskom dijelu pa je u širem dijelu tlak veći. Razlika tlakova p = p1 – p2 mjeri onda i brzinu strujanja: 
{\displaystyle p_{1}-p_{2}={\frac {\rho }{2}}\cdot \left(v_{2}^{2}-v_{1}^{2}\right)}
Venturijeva cijev služi za određivanje brzine zrakoplova i mjerenja u zračnim tunelima.

## Bernoullijeva jednadžba
Bernoullijeva jednadžba je osnovni zakon gibanja fluida. Proizlazi iz primjene zakona o očuvanju energije na strujanje fluida. Odatle se dobije da zbroj:
{\displaystyle {\tfrac {1}{2}}\,\cdot \rho \,\cdot v^{2}\,+\,\rho \,\cdot g\,\cdot h\,+\,p\,=\,{\text{konstanta}}\,}
ima istu vrijednost posvuda u fluidu koji struji vodoravno, gdje je p tlak, ρ gustoća i v brzina fluida u nekoj točki, a h visina težišta poprečnog presjeka fluida u odnosu na neku vodoravnu ravninu. Prema tome, ondje gdje je brzina tekućine veća, tlak je manji, ondje gdje je brzina tekućine manja, tlak je veći. Na Bernoullijevoj jednadžbi osnivaju se mnoge inženjerske primjene, kao na primjer let zrakoplova: zrak struji uz gornju zakrivljenu plohu krila brže nego ispod krila, pa je tlak na donju plohu krila veći nego na gornju, što ima za posljedicu da na krila djeluje ukupna sila prema gore koja diže zrakoplov.

## Primjena

### Ejektor
Ejektor (prema lat. eiectus, particip prošli od eicere: izbacivati) je naprava za crpenje i usisavanje pare, plina ili tekućine; služi za isisavanje zraka iz kondenzatora parnih postrojenja, za provjetravanje rovova u rudnicima i slično. Djeluje na načelu smanjenja tlaka u suženom presjeku cijevi (Venturijeva cijev) kroz koju struji mlaz nekog fluida, najčešće pare, vode ili zraka. Na primjer kod parnog ejektora, para se dovodi u ejektor preko prigušnoga ventila kojim se regulira tlak pare, a time i brzina istjecanja pare iz sapnice. Sapnica je smještena u komori za miješanje, gdje zbog strujanja pare nastaje podtlak. Mješavina pare i medija koji se isisava dalje struji kroz suženu cijev i difuzor u hladnjak (kondenzator) ili se izbacuje u atmosferu. Za postizanje većeg podtlaka upotrebljavaju se dvostupanjski i višestupanjski ejektori. Na isti način rade i injektori, koji služe za napajanje parnih kotlova nižih radnih tlakova i kapaciteta.

### Injektor
Injektor (prema lat. iniectus, particip prošli od inicere: ubaciti), u strojarstvu, je uređaj za napajanje parnih kotlova napojnom vodom. Djeluje na istome načelu kao i ejektor, slične je konstrukcije i nema pokretnih dijelova. Stoga je njegov rad pouzdan, ali se zbog slabe energetske iskoristivosti primjenjuje za napajanje kotlova nižih radnih tlakova ili kao pomoćno sredstvo za napajanje.
U širem smislu, naziv injektor (brizgaljka) veže se u tehnici uz uređaje ili dijelove uređaja kojima se, primjerice, injektira (ubrizgava) gorivo u Ottov motor (benzinski motor) s izravnim ubrizgavanjem ili u Dieselov motor, ili pak beton ili cementna smjesa u šupljine tla ili građevine (injektiranje) i slično.

### De Lavalova mlaznica ili Lavalova sapnica
De Lavalova mlaznica ili Lavalova sapnica je sapnica (mlaznica) koja služi za pretvorbu potencijalne energije stlačivih fluida (plinova ili para) u kinetičku energiju. Sapnicu čini strujni kanal, koji se u smjeru strujanja najprije suzuje (konfuzorski dio), a zatim proširuje (difuzorski dio). Zahvaljujući povećanju brzine fluida na suženome dijelu kanala (Venturijeva cijev), njome se mogu postići nadzvučne brzine strujanja. Ta je sapnica bitan dio u gradnji parnih i plinskih turbina, reaktivnih mlaznih i raketnih motora, te mlaznih kompresora.

### Mjerna prigušnica
Mjerna prigušnica (eng. orifice plate) je mjerni instrument kojim se mjeri protok fluida, volumni protok ili maseni protok. Mjerna prigušnica se najčešće sastoji od kružne ploče ubačene između prirubnica dvije cijevi. Kružna ploča ima otvor manjeg promjera nego su to promjeri cijevi, te na taj način sužava površinu protoka fluida. Sužavanje presjeka izaziva razlike u tlaku prije i iza prigušnice, tj. izaziva pad tlaka iza prigušnice, a pad tlaka može iznositi i do 50%. Na prigušnicama osim glavnog manjeg promjera postoji i još manji pomoćni otvor koji služi za prolaz zaostalog zraka ili plinova, odnosno ukapljene tekućine. Prigušnice se moraju vrlo pažljivo izrađivati da se izbjegnu dodatni nepotrebni gubici u cjevovodima.